# Roc del Castellàs
El Roc del Castellàs és un turó de 858,6 metres del terme comunal vallespirenc de Ceret, a la Catalunya del Nord.
Està situat a la zona sud-oest del terme de Ceret, a prop del límit amb el terme de Reiners. És al nord-est del Puig de la Porrassa, al nord del paratge de la Marquesa, al nord-oest del Pla de les Barraques i al sud-est del Mas Barrabam, bastant proper.